# Henri Gylander
Henri Ali Juhana Gylander (uttal: ['hɛnri]), född den 28 december 1979 i Helsingfors, är en sverigefinsk serieskapare, bosatt i Göteborg. Han är även verksam som författare, illustratör och redaktör.

## Biografi
År 2003 startade Gylander det progressiva rockbandet Ginger Trees tillsammans med Rasmus Blomqvist. 2008 släppte bandet sin första fullängdsskiva med 16 låtar, Came the morning, och som spelades i England, Polen, USA, Grekland och Brasilien. Gylander var medlem i bandet fram till början av 2009. Gylander har uppgivit att musiken inte räckte till som uttrycksmedel och att han istället upptäckte vuxenserier (efter att ha tecknat mycket som barn). I samma intervju nämner han Tove Jansson som största inspirationskälla.
Gylander har arbetat som grundskollärare på Lillegårdsskolan i Partille (med examen från Lärarhögskolan i Borås 2007). 2011 studerade han bilderboksskapande på HDK, och 2013 blev han klar med sina studier vid Serieskolan i Malmö (som han även studerade vid 2010-2011). 
Gylander är medlem i Serieateljén, Göteborgs största frilansbyrå för serieskapare, animatörer och illustratörer. Han medverkar även i Kulturterminen, ett kulturpedagogiskt projekt som anordnas av Göteborgs Stad.
2013 tilldelades Henri Gylander Författarfondens ettåriga arbetsstipendium.
| ”                | Mina bilder och berättelser gestaltar oftast små människor mitt i det stora livet, fullt av mysterier som ibland måste tecknas för att synas. Sammanhangen jag tecknar kan variera från det personliga till det politiska, uttryckssätten från pedagogik till poesi. | „ |
| – Henri Gylander | |   |

### Utställningar
Gylander ställde första gången ut under Serieveckan 2010 på Göteborgs stadsbibliotek. och hade en separatutställning där 2011 samt en utställning januari-februari 2012, denna gång med HDK-studenters bilderboksutställning.
Gylander var koordinator och deltagare i utställningen "Carema, min vän" på Virserums konsthall från 25 mars till 2 december 2012.
Från och med maj 2013 finns Gylander representerad i den nordiska vandringsutställningen "Dreambuddies". Utställningen (med tillhörande antologi) består av barnserier av serieskapare från Sverige, Finland, Norge, Estland och Litauen, och utställningen har besökt Köpenhamn, Helsingfors, Malmö och Reykjavik.
I slutet av 2013 medverkade Gylander i C'est Bon Kulturs utställning "Sånger om björnar" som visades på Galleri Spegeln i Malmö.
Henri Gylander är en av sex medverkande i utställningen Mumindalen, där nordiska serietecknare verkar i Tove Janssons tradition. Utställningen invigdes i Malmö 25 oktober 2013 och visades sedan där fram till 3 december samma år. I januari 2014 visades utställningen på Almedalsbiblioteket i Visby - och i maj 2014 på Konstfabriken i Borgå, Finland - för att sedan fortsätta genom hela Norden.

### Övrig medverkan
Tidningen Sydsvenskan utser varje år tre gästseriestrippar av elever från Serieskolan i Malmö. Serierna väljs ut av en jury på tidningen. 2010 var Henri Gylander en av de utvalda och stripparna med titeln Äkta kärlek publicerades i tidningen under en vecka i december det året.
Gylander medverkade 2013-04-09 i Dagens Nyheters kampanj Tecknare för Dawit. Han har även med en helsidesserie i Göteborgs Fria Tidning 2014. Gylander har från och till publicerats i tidningen tidigare.
Rocky Magasin hör också till de tidningar som publicerat verk av Gylander.
I Dagens ETC bidrar Gylander, Malin Biller, Sara Granér med flera svenska tecknare sedan tidigt 2014 till den dagliga satirteckningen.

### Illustratör
Henri Gylander illustrerar regelbundet åt Kamratposten och han gör även helsidesillustrationer till jazzbandet Swing Tarturo.
Vidare har Gylander skapat affischer och katalogillustrationer till kulturföreningen Gula Huset i Uddebo, och gjort omslagsillustration till en ljudsaga av Kalle Skatt Söderström.
Under 2020 började Gylander teckna serier till Egmonts LasseMaja-tidning. I slutet av samma år släpptes även en seriebok om Armand Duplantis där Henri Gylander skapat bilderna och Andreas Palmaer texten. Till boken finns även handledningar, både för lärare och elever, skapade av Jenny Edvardsson.

## Priser
- Förstapriset i Nordiska serietävlingen i Kemi 2012.[26]

- Nominering till Sarjakuva-Finlandia (Finlands stora pris för serieböcker) 2013.[27]

## Galleri

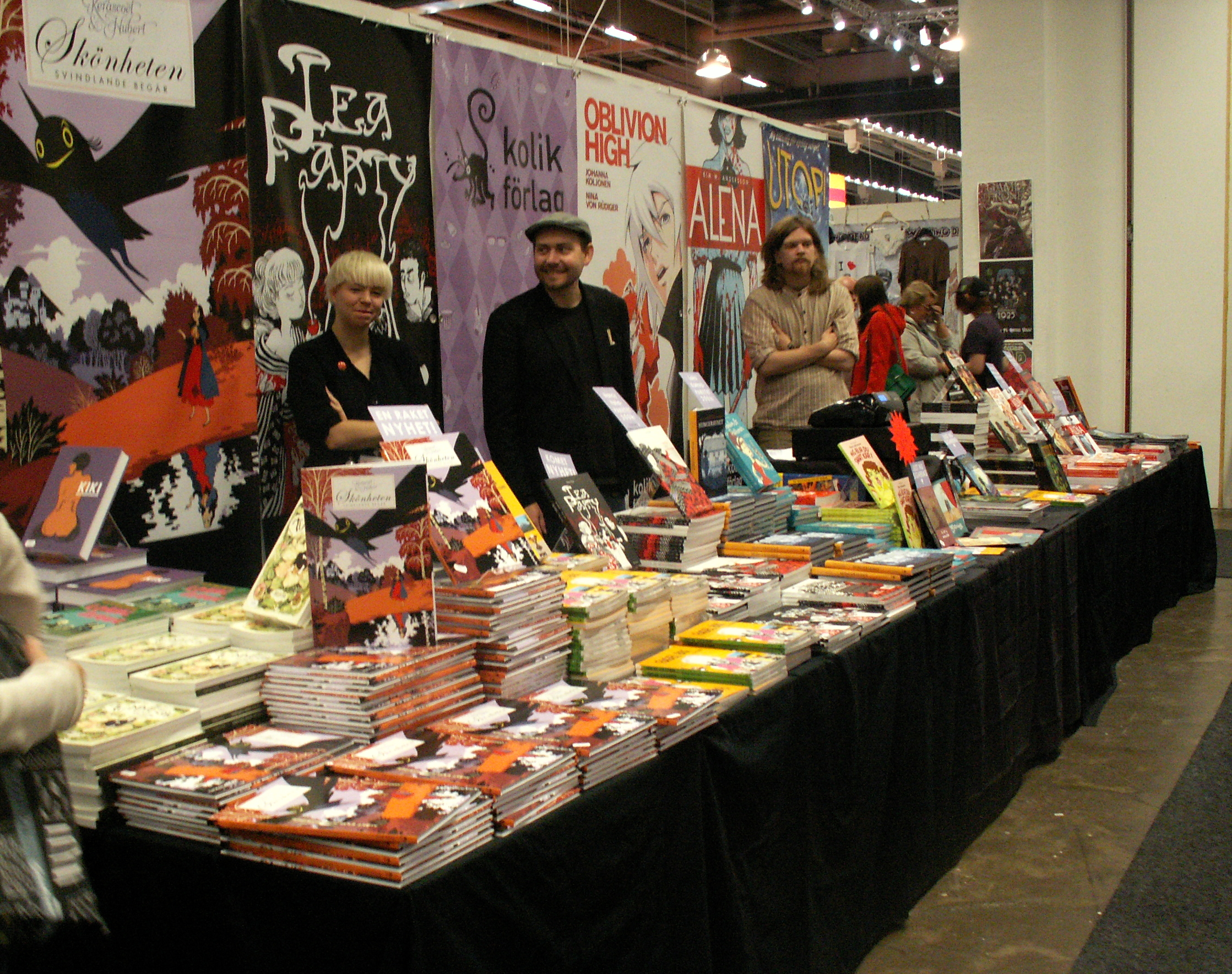
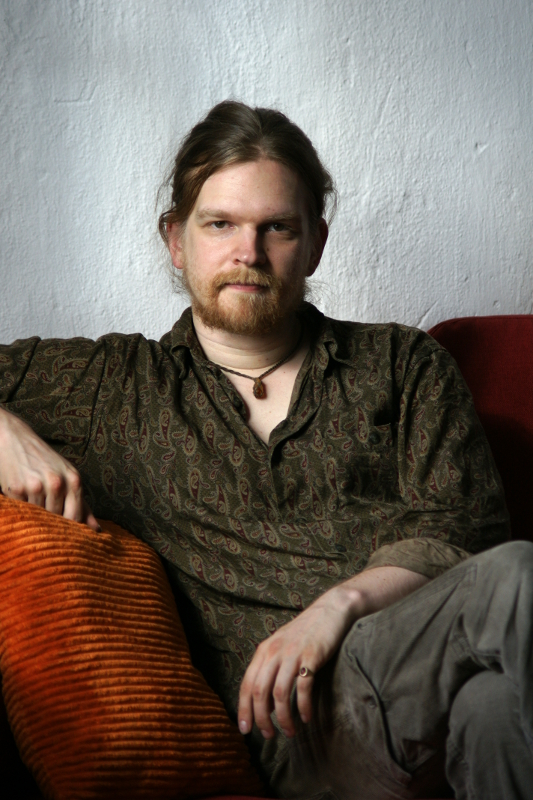
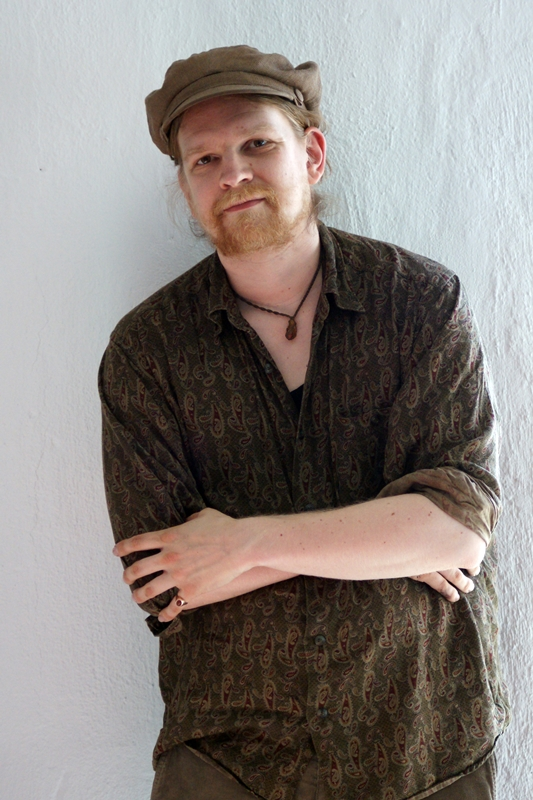
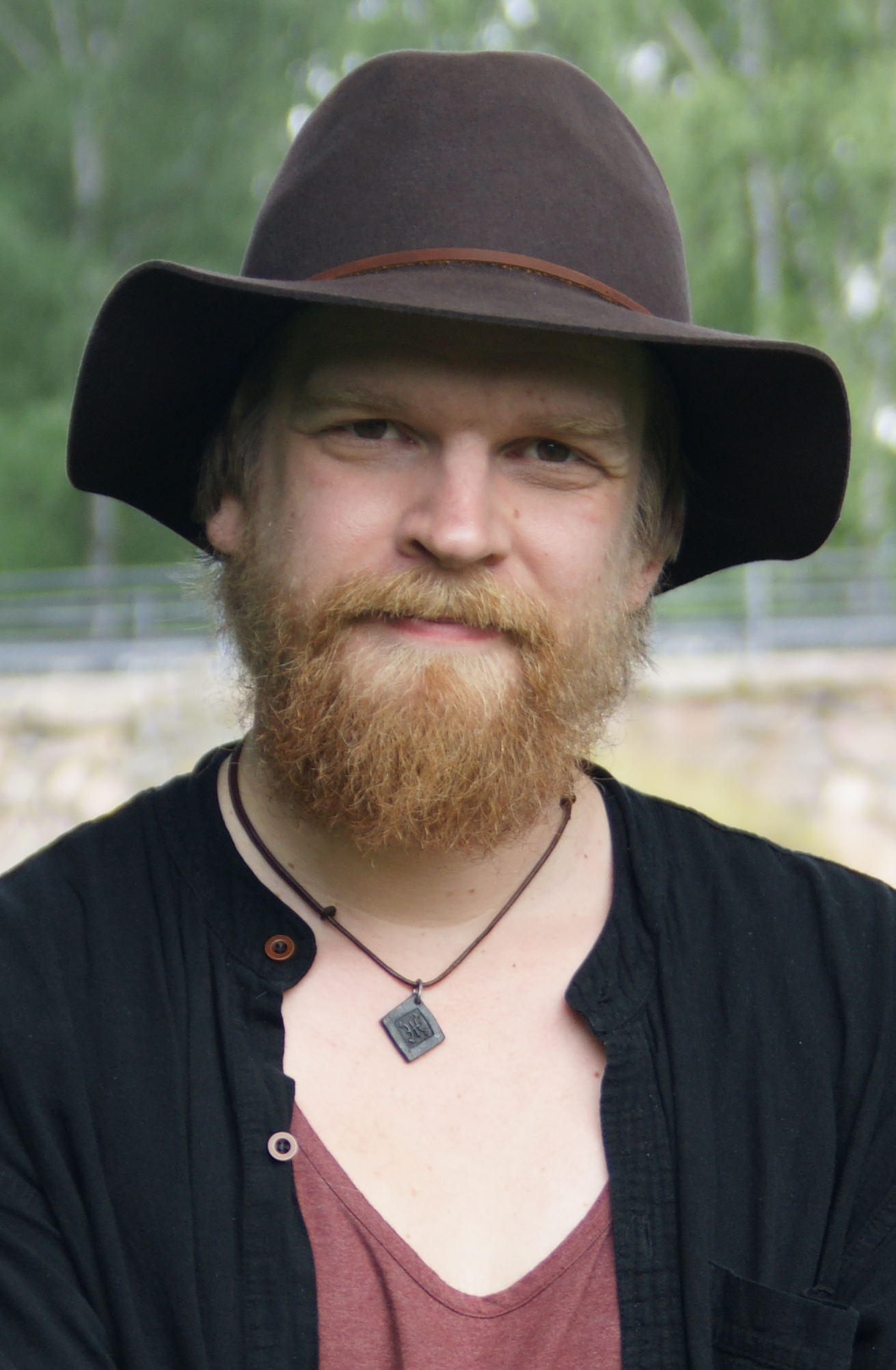

## Källhänvisningar
1. ↑  ”Folkbokföringsdata”. Ratsit.se. http://www.ratsit.se/BC/SearchSimple.aspx?Who=Henri+Gylander. Läst 1 juni 2014.
2. ↑  ”Ginger Trees - Along with the tide”. Clear Spot International. https://www.clearspot.nl/product/ginger-trees/along-with-the-tide/353071. Läst 9 juni 2014.
3. 1 2  Sydsvenskan. 28 november 2010.
4. ↑  ”Henri Gylander - Seriewikin”. Seriefrämjandet. http://seriewikin.serieframjandet.se/index.php/Henri_Gylander. Läst 1 juni 2014.
5. 1 2  ”Henri Gylander - Serieateljén”. Serieateljén. http://cargocollective.com/serieateljen/Henri-Gylander. Läst 9 juni 2014.
6. ↑  ”Berätta med serier - Kulturterminen”. Kulturpedagogiska projekt. Göteborgs Stad. http://www.kulturterminen.se/kulturpedagogiskaprojekt/457-beratta_med_serier#. Läst 1 juni 2014.[död länk]
7. 1 2 3  ”Illustratörcentrum - Henri Gylander”. Illustratörcentrum. Arkiverad från originalet den 20 juli 2014. https://web.archive.org/web/20140720040008/http://illustratorcentrum.se/medlem/henri-gylander#img15. Läst 3 juni 2014.
8. ↑  ”Reportage: Vernissage invigde Serieveckan i Göteborg”. Seriefrämjandet. Arkiverad från originalet den 10 november 2013. https://web.archive.org/web/20131110070053/http://serieframjandet.se/2010/03/30/vernissage-invigde-serieveckan-i-goteborg/. Läst 4 juni 2014.
9. 1 2  ”Henri Gylander - Sverige LinkedIn”. Henri Gylander/LinkedIn. Arkiverad från originalet den 29 juni 2014. https://archive.is/20140629211116/http://se.linkedin.com/pub/henri-gylander/89/660/33. Läst 4 juni 2014.
10. ↑  ”Carema, min vän”. Virserums Konsthall. Arkiverad från originalet den 28 april 2013. https://archive.today/20130428125210/http://www.virserumskonsthall.com/php/index.php?object&id=180&catid=2&l=. Läst 4 juni 2014.
11. ↑  ”Dreambuddies – new children's comics from the North”. Borgarbókasafn Reykjavíkur. Arkiverad från originalet den 25 oktober 2014. http://wayback.vefsafn.is/wayback/20141025033829/http%3A//www.borgarbokasafn.is/desktopdefault.aspx/tabid%2D3170/5093_read%2D38372/. Läst 4 juni 2014.
12. ↑  ”C'est Bon Kultur visar utställningen "Sånger om björnar" i Galleri Spegeln.”. Biografen Spegeln. Arkiverad från originalet den 30 november 2013. https://web.archive.org/web/20131130011935/http://www.fhp.nu/Spegeln/Galleri-Spegeln/CEST-BON-KULTUR/. Läst 4 juni 2014.
13. 1 2  ”Utställning: Mumindalen i Visby”. Seriefrämjandet. http://bildobubbla.se/2014/01/mumindalen-i-visby/. Läst 5 mars 2014.
14. ↑  ”Mumindalen i nytolkning på Konstfabriken – se bilder!”. Svenska Yle. http://svenska.yle.fi/artikel/2014/05/08/mumindalen-i-nytolkning-pa-konstfabriken-se-bilder. Läst 4 juni 2014.
15. ↑  Sydsvenskan, B15, 2010-12-06
16. ↑  Classon, Rolf. ”Serietecknarnas Dawit Isaak-kampanj”. Kartago förlag. Arkiverad från originalet den 4 oktober 2013. https://web.archive.org/web/20131004220020/http://www.kartago.se/2013/02/08/serietecknarnas-dawit-isaak-kampanj/. Läst 9 juni 2014.
17. ↑  ”Tecknare för Dawit: Henri Gyllander”. Dagens Nyheter. http://www.dn.se/kultur-noje/tecknare-for-dawit-henri-gyllander/. Läst 1 juni 2014.
18. ↑  Göteborgs Fria Tidning Nr 6/2014:  sid. 7.
19. ↑  ”Dagens bild - sökresultat”. Dagens ETC. https://www.etc.se/om/dagens-bild. Läst 1 juni 2014.
20. ↑  ”Henri Gylander”. Seriewikin. http://seriewikin.serieframjandet.se/index.php/Henri_Gylander. Läst 3 mars 2014.
21. ↑  ”henrigylander.com - Illustrationer i KP”. Arkiverad från originalet den 2 mars 2017. https://web.archive.org/web/20170302055937/http://www.henrigylander.com/search/label/KP. Läst 3 mars 2014.
22. ↑  ”Swing Tarturo”. Swing Tarturo. http://swingtarturo.com/. Läst 1 juni 2014.
23. ↑  ”Mot toppen (lättläst) lärar/elevhandledning”. Lärarrummet. Bonnierförlagen. 7 januari 2020. Arkiverad från originalet den 17 januari 2021. https://web.archive.org/web/20210117131528/https://www.bonnierforlagen.se/lararrummet/artikel/mot-toppen-lattlast-larar-elevhandledning/. Läst 27 januari 2021.
24. ↑  ”Matig antologi med svenska serier”. Litteraturmagazinet.se. http://www.litteraturmagazinet.se/rolf-classon/antologi-tago/recension/sebastian-lonnlov. Läst 3 mars 2014.
25. ↑  Sykes, Abigail (29 oktober 2015). ”Ny bok om hur vi ser på jorden”. Landets Fria Tidning / Fria Tidningar. http://www.fria.nu/artikel/119898. Läst 8 november 2016.
26. ↑  ”Den nordiska serietävlingen i Kemi 2012”. Kemin sarjakuvakeskus ry. Arkiverad från originalet den 4 mars 2016. https://web.archive.org/web/20160304204820/http://www.sarjakuvakilpailu.fi/2012/sve-kemi2012.html. Läst 3 mars 2014.
27. ↑  ”Seikkailijat valitsevat Sarjakuva-Finlandian voittajan” (på finska). yle. 13 februari 2013. http://yle.fi/uutiset/seikkailijat_valitsevat_sarjakuva-finlandian_voittajan/6491382. Läst 4 mars 2014.